# Лайла Третіков
Лайла Третіков (англ. Lila Tretikov, рос. Ляля Третьякова, 25 січня 1978) — американська програміст та маркетолог російсько-шведського походження, віце-президент компанії SugarCRM в 2007—2014 роках, виконавчий директор Фонду Вікімедіа з 1 травня 2014 до 31 березня 2016 року. Заснувала компанію в сфері маркетингу інформаційних технологій. Отримала три патенти та бронзову нагороду Stevie Award.

## Біографія
Народилася в Москві 25 січня 1978 року. Її батько — математик, мати — кінорежисер. В родині були росіяни та шведи. В інтерв'ю сайту новин Re/code Лайла Третіков розповіла, що в культурному плані вона є цілковитою москвичкою. Вона зазначила, що на відміну від життя на Заході, в Москві доступ до інформації був дозованим, і що вона дивувалась навіть існуванню статті про США в радянській енциклопедії. Велике враження на Лялю справили її друзі та сім'я, які намагалися отримати достовірну інформацію під час Чорнобильської катастрофи.
Лайла переїхала до США у 1994 році. Працювала офіціанткою в Нью-Йорку, щоб скоріше вивчити англійську мову. Навчалася в Каліфорнійському університеті в Берклі на факультеті комп'ютерних наук. Окрім програмування, вивчала мистецтво. Залишила університет без захисту ступеня бакалавра.
1999 року почала працювати інженером програмного забезпечення в Sun Microsystems. Наступного року заснувала компанію GrokDigital в сфері маркетингу інформаційних технологій. З 2007 року працювала в компанії SugarCRM, де відповідала за маркетинг і розробку продукту. 2012 року Третіков отримала бронзову нагороду Stevie Award в номінації «Керівник-жінка року. Бізнес-послуги (від 11 до 2500 співробітників). Комп'ютери, комплектуючі та програмне забезпечення». Разом із іншими винахідниками SugarCRM подала більше десяти заявок на патент, три патенти були видані патентним відомством США.

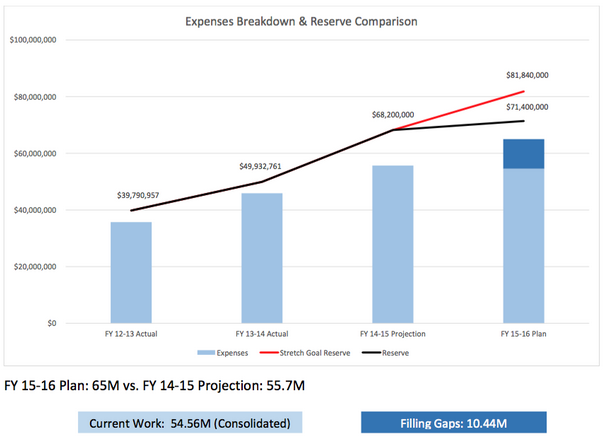
Фінансовий план Фонду Вікімедіа станом на 2015 рік. Лінія — накопичення, стовпчики — річні витрати.

Лайла Третіков почала працювати виконавчим директором Фонду Вікімедіа у Сан-Франциско з 1 червня 2014 року. Розробила план реформ фонду, який оприлюднила в квітні 2015 року. За 2014—2015 роки кількість працівників під її керуванням збільшилась з 191 до 240. Під час успішної кампанії збору коштів Третіков довелось відповідати на питання, чому фонд з півторарічним запасом грошей розміщує в банері прохання жертвувати кошти на «виживання Вікіпедії». Через рік «Вашингтон пост» знову запитала, навіщо Вікімедії стільки грошей.

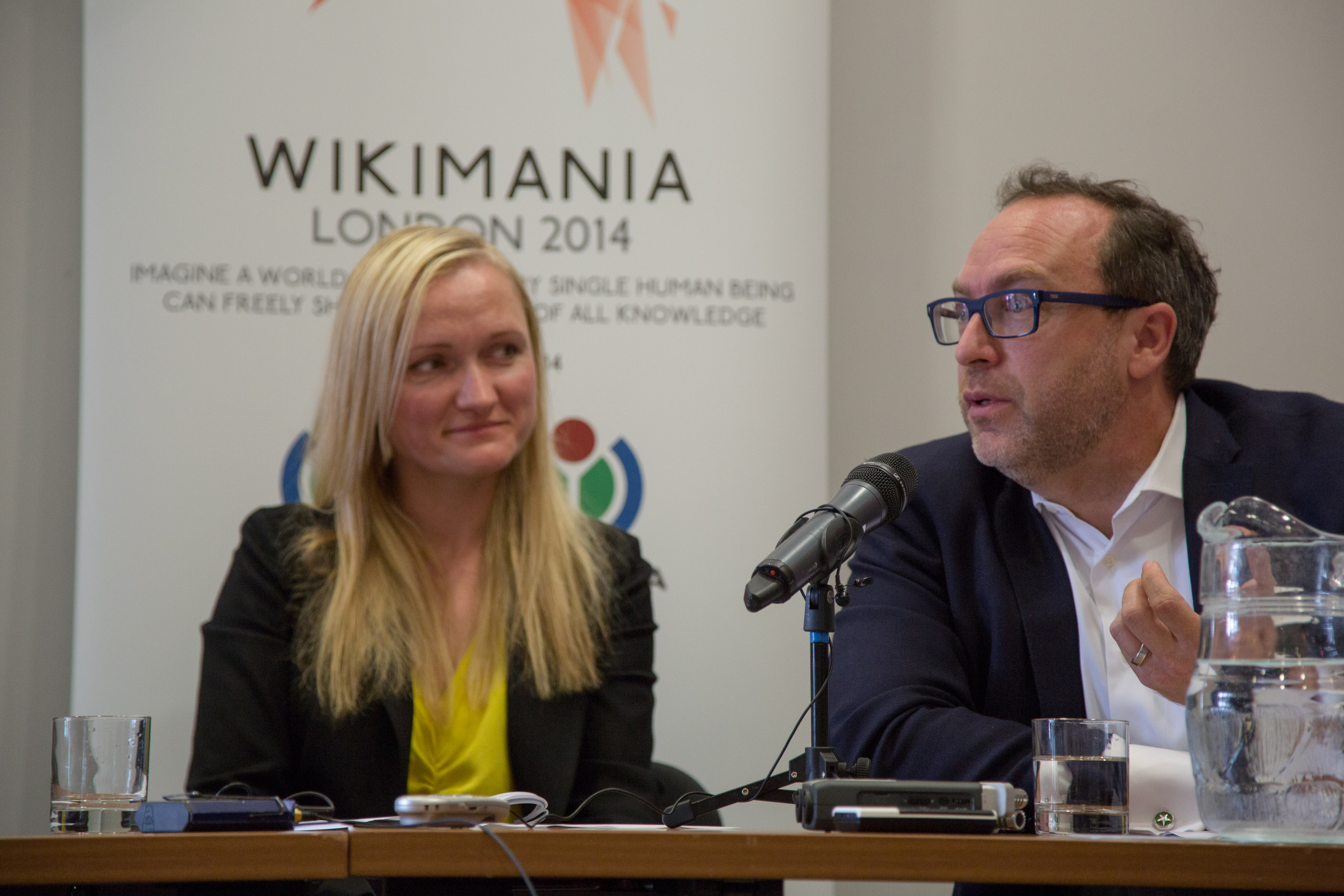
Третіков і Вейлз

У березні 2015 року Джиммі Вейлз та Лайла Третіков повідомили, що подають в суд на Агентство національної безпеки США через стеження за користувачами Вікіпедії    . 23 жовтня 2015 року Федеральний окружний суд для округу штату Меріленд відхилив позов Wikimedia Foundation v. NSA на підставі, що позивачі не мають можливостей доказати, що саме вони постраджали у цій справі, а сам позов містить безліч припущень і спекуляцій . 17 лютого 2016 року позивачі подали апеляцію до Апеляційного суду четвертого округу США.

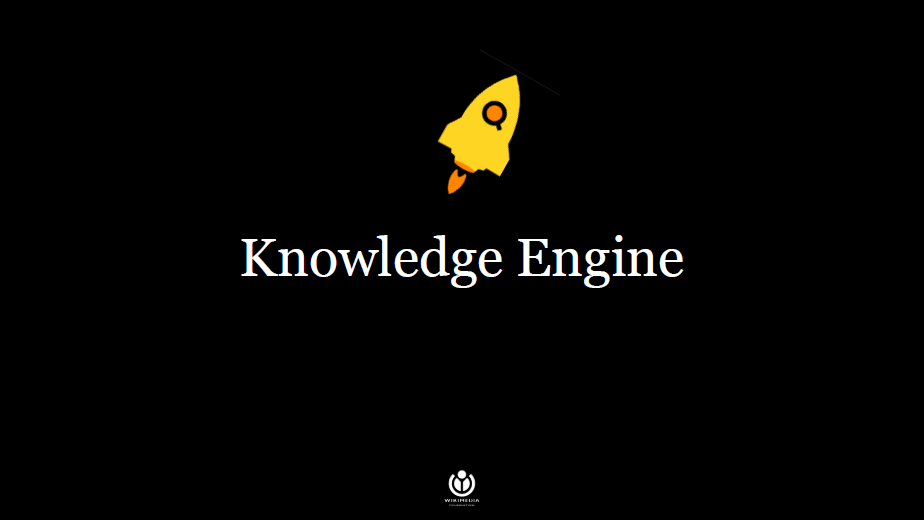
Знак пошуковика в ракеті-двигуні знань від Вікіпедії

Навесні 2015 року Третіков зібрала групу інженерів і розпочала проєкт під назвою «Рушій знань», згодом перейменований в «Пошук і відкриття», потім «Відкриття». Під проект «Рушій знань від Вікіпедії» Третіков здобула грант від Knight Foundation . Відсутність прозорості та підозра в спробі розпочати конкуренцію з пошуковиком Google призвели до бурхливих суперечок в спільноті Вікімедії та закликів про відставку Третьякової . 26 лютого 2016 року Третіков оголосила про своє рішення піти з посади виконавчого директора Фонду Вікімедіа 31 березня .